# Danevirke Museum
A Danevirke Museum elsősorban a németországi Schleswig-Holstein tartományban lévő kor középkori dán erődítményrendszer, a Danevirke emlékeit mutatja be. A múzeum Dannevirke község területén, Schleswig-Flensburg járásban, Schleswig várostól négy kilométerre található, üzemeltetője a Sydslesvigsk Forening, a történelmi Schleswig tartomány déli, Németországhoz tartozó részén élő kisebbségi dánok szervezete. 

## Története
A múzeumot 1990-ben hozták létre egy korábbi parasztház (a Danevirkegården) átalakításával, majd 2002-es kibővítésével a közvetlen közelében húzódó Danevirke régészeti leleteinek kiállítására. A tárlat a viking kor előtti időszaktól az 1864-es porosz–osztrák–dán háború idejéig fogja át a Danevirke történetét.
A múzeum emellett külön kiállításon bemutatja a 19. századi porosz–osztrák–dán háború után a német területen maradt dán kisebbség életét az azóta eltelt különböző történelmi időszakokban. 
A tájékoztató anyagok, feliratok dán és német nyelven olvashatók. A múzeum szorosan együttműködik a közeli haithabui viking múzeummal és a Schleswig városában, a Schloss Gottorfban működő tartományi múzeumokkal.

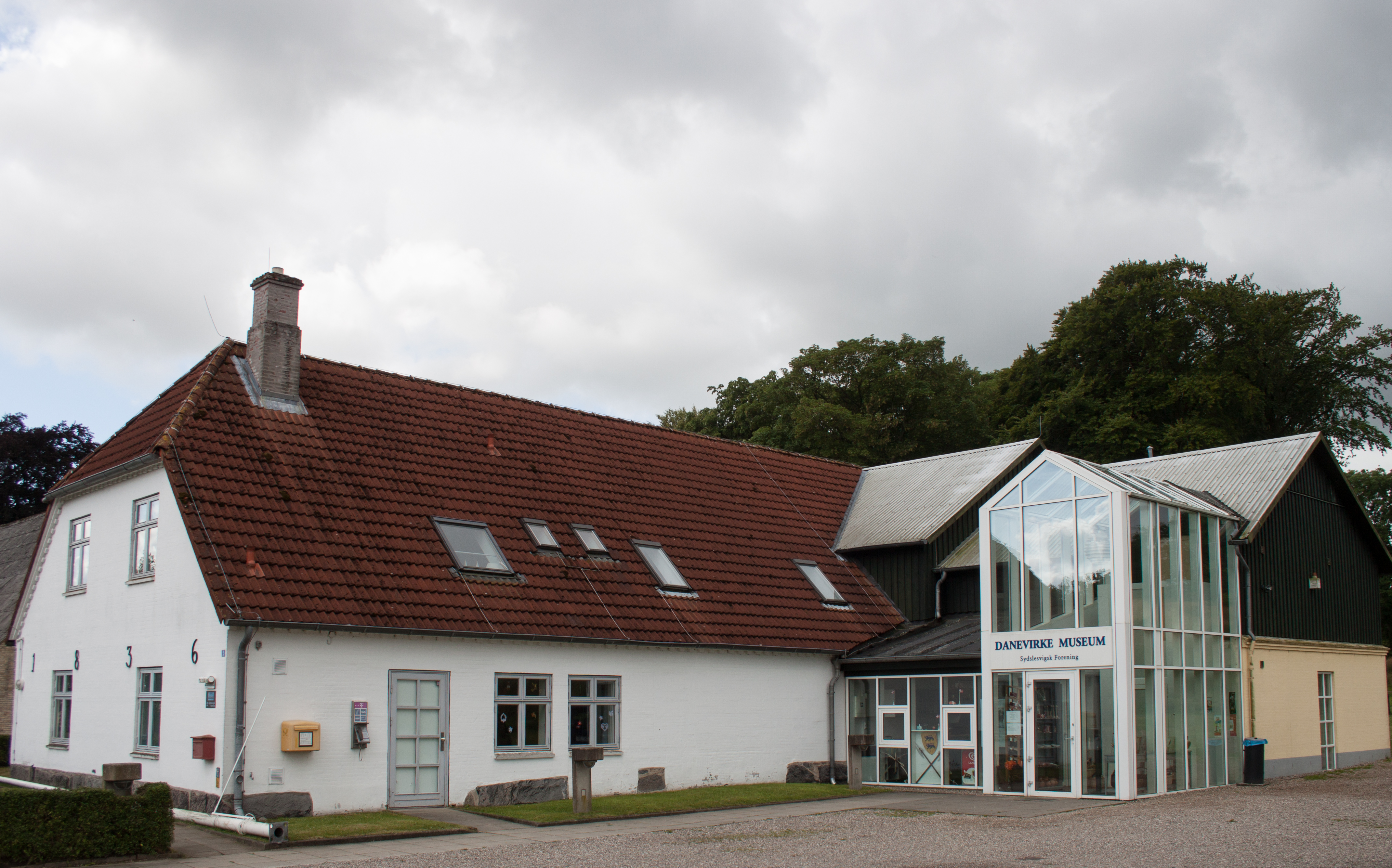
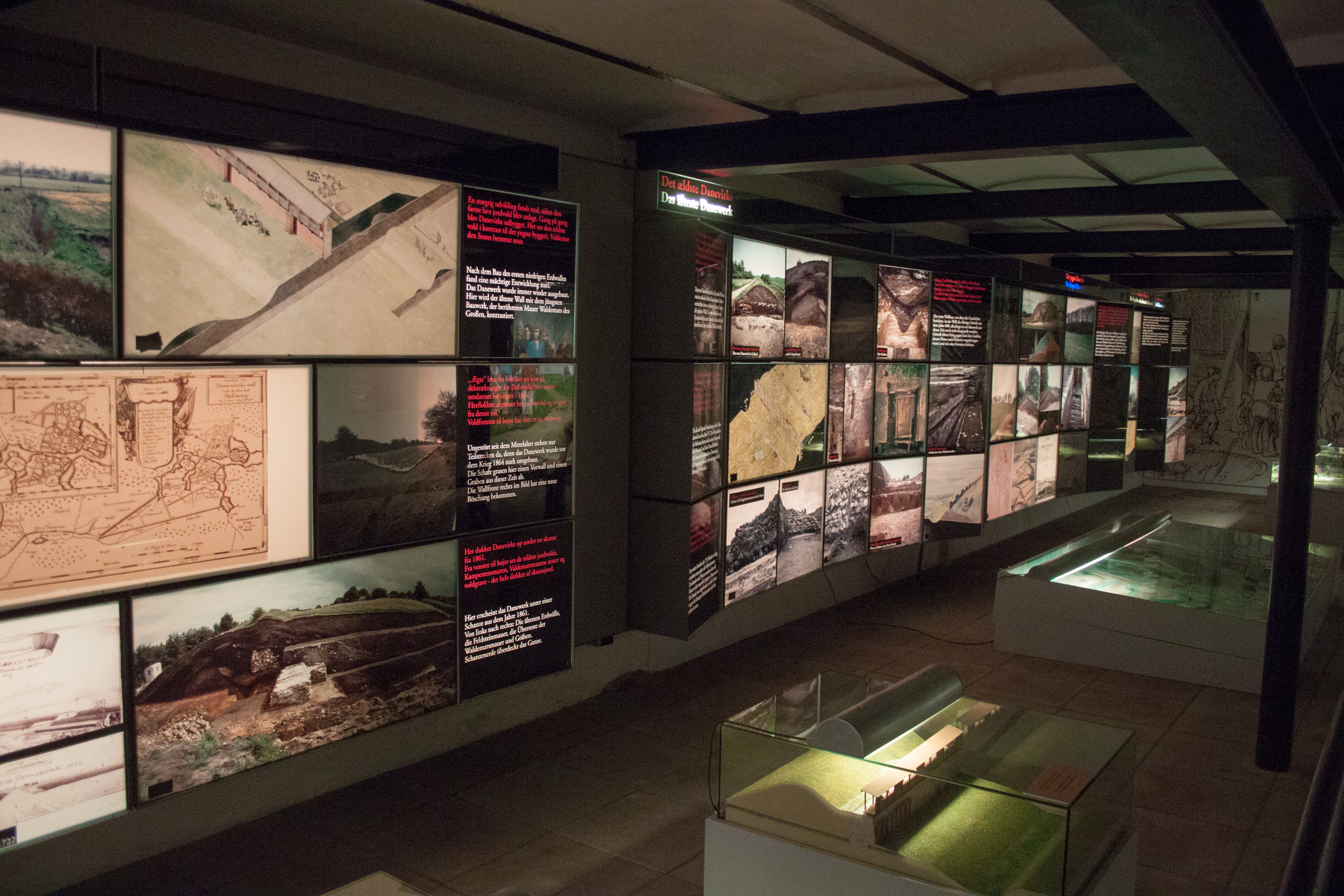
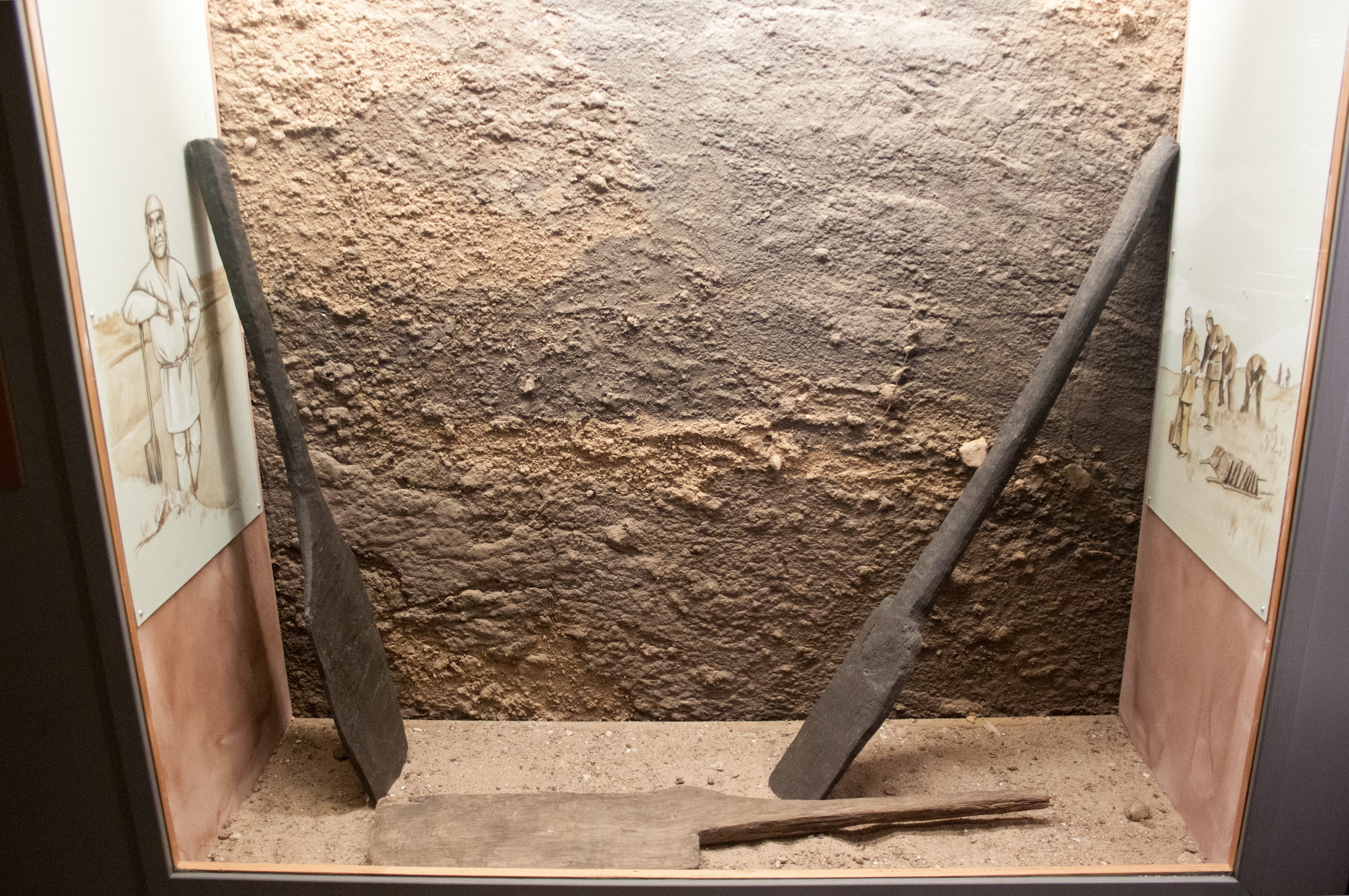
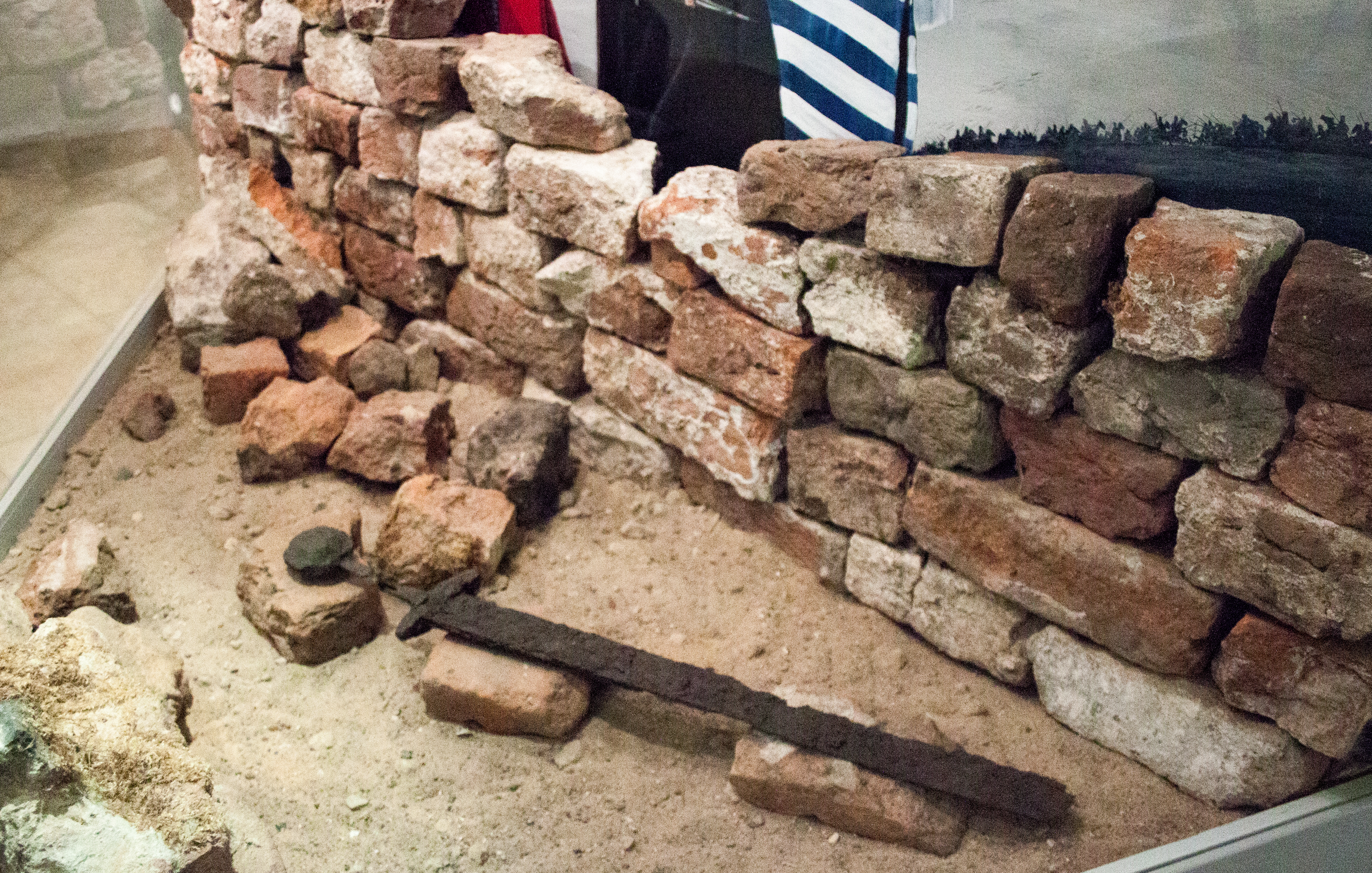
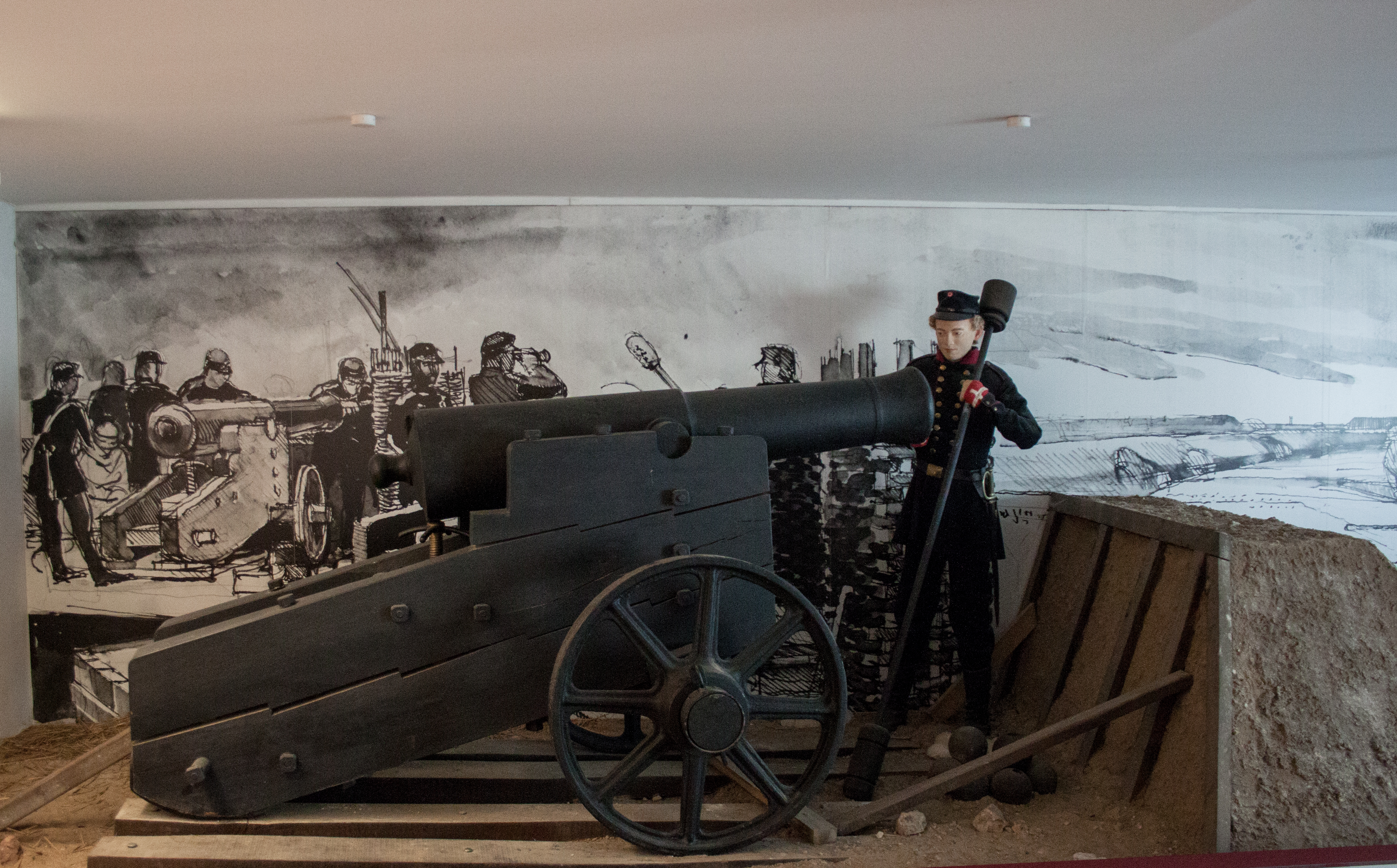
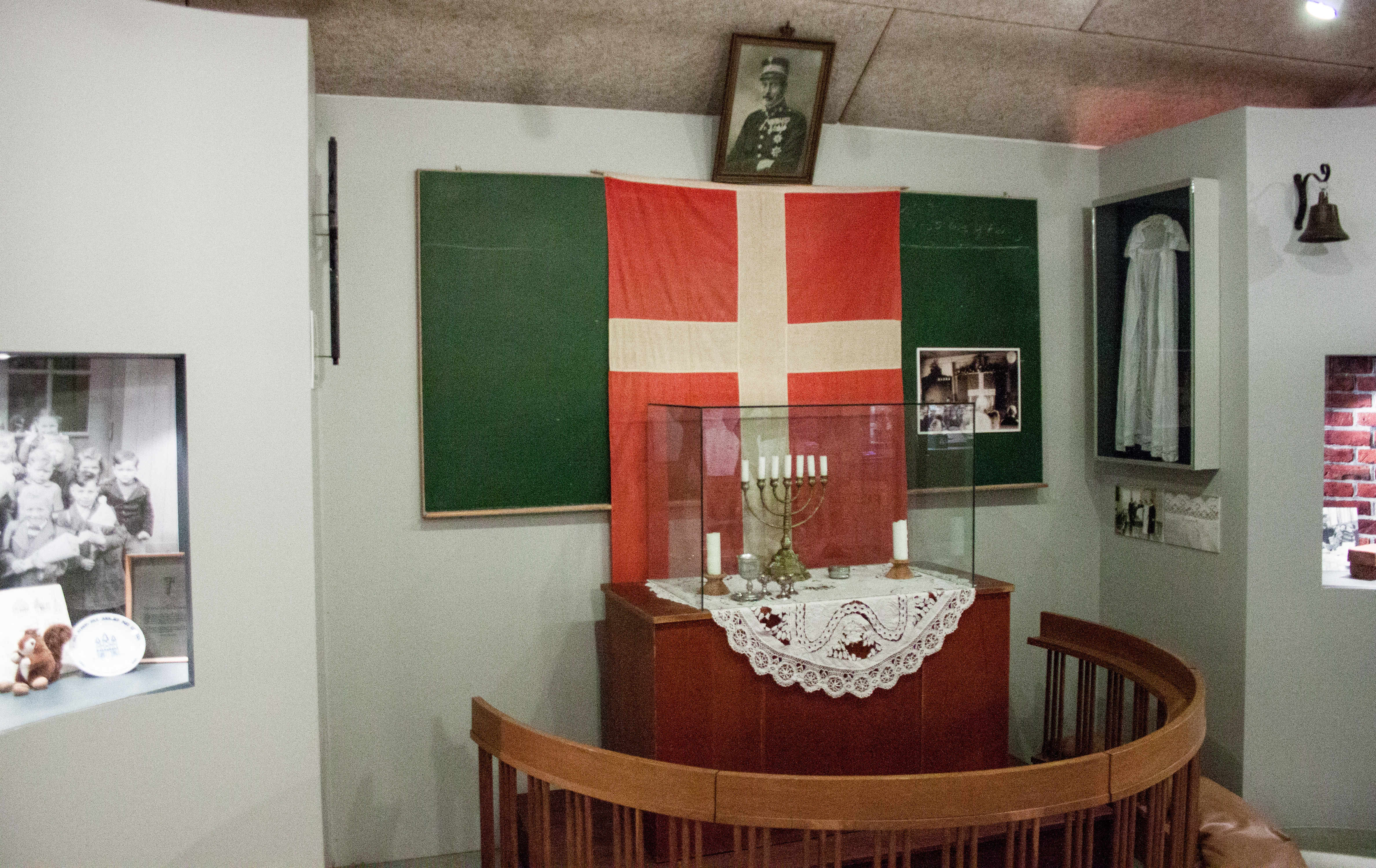

## Archeológiai park
A múzeum épületében lévő gyűjtemények mellett a Danevirke itt húzódó szakasza is megtekinthető, többek között annak a fő fala az úgynevezett Valdemár-fallal együtt, valamint a porosz-osztrák-dán háború idejére emelt 14-es sánc, amit dán és német fiatalok közös munkával állítottak helyre. Közvetlen a múzeum mellett tárták fel dán és német régészek 2009 és 2014 között több közös ásatás során a fal korabeli egyetlen átjáróját a mai Ochsenweg vonalában. Ők állapították meg azt is, hogy a fal egyes szakaszainak építését már az 5. században megkezdték..

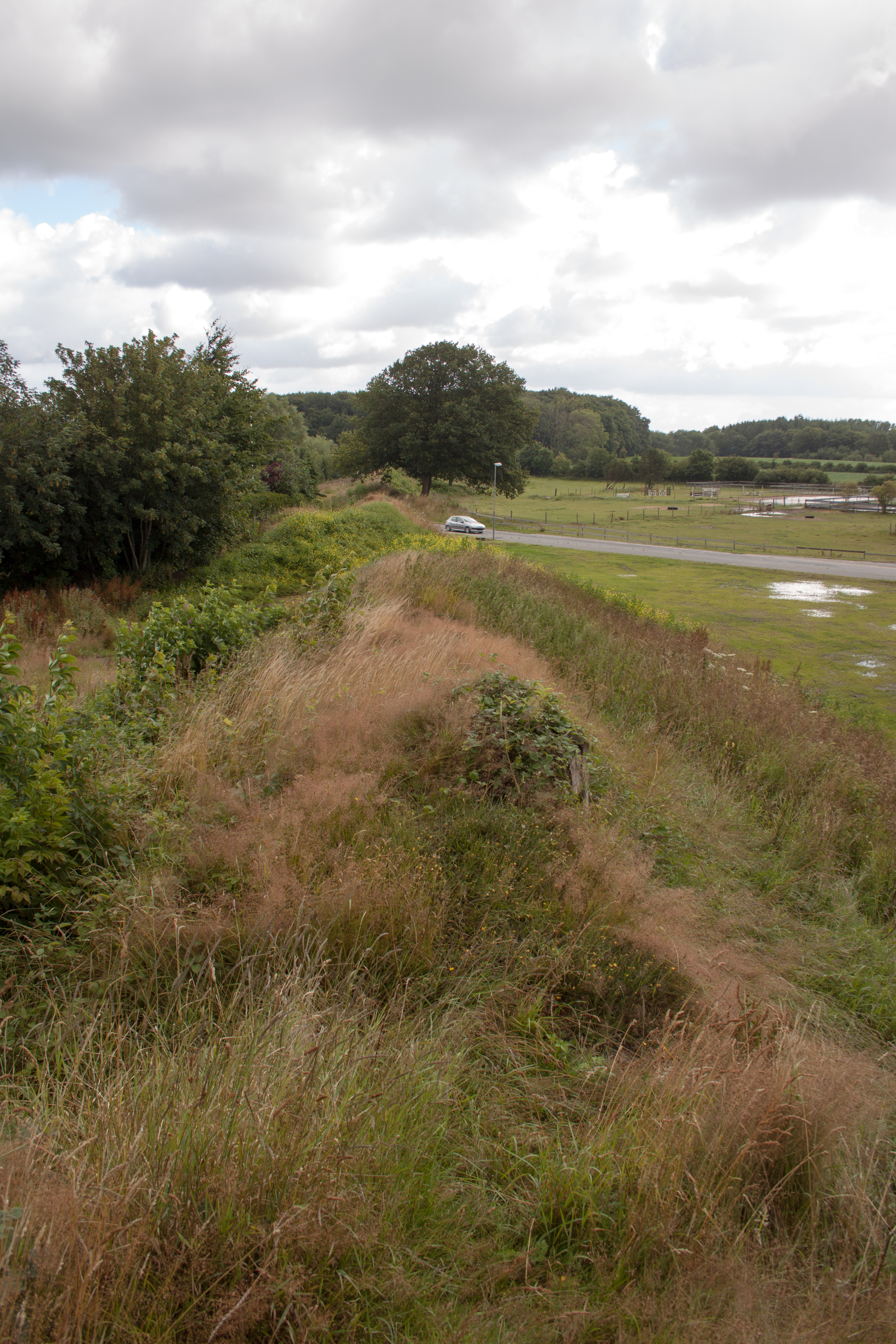
A fő sánc maradványai
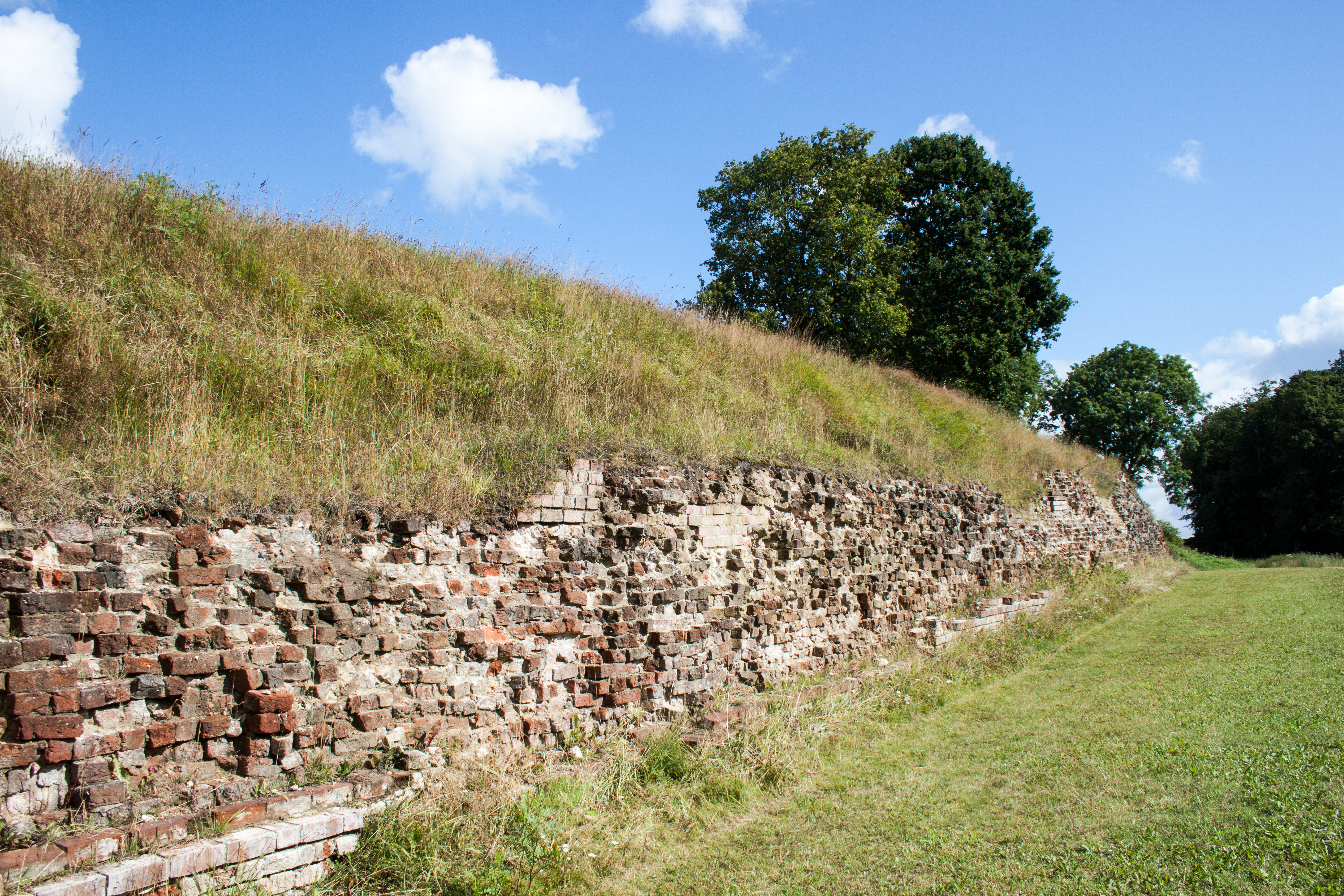
Valdemár fala
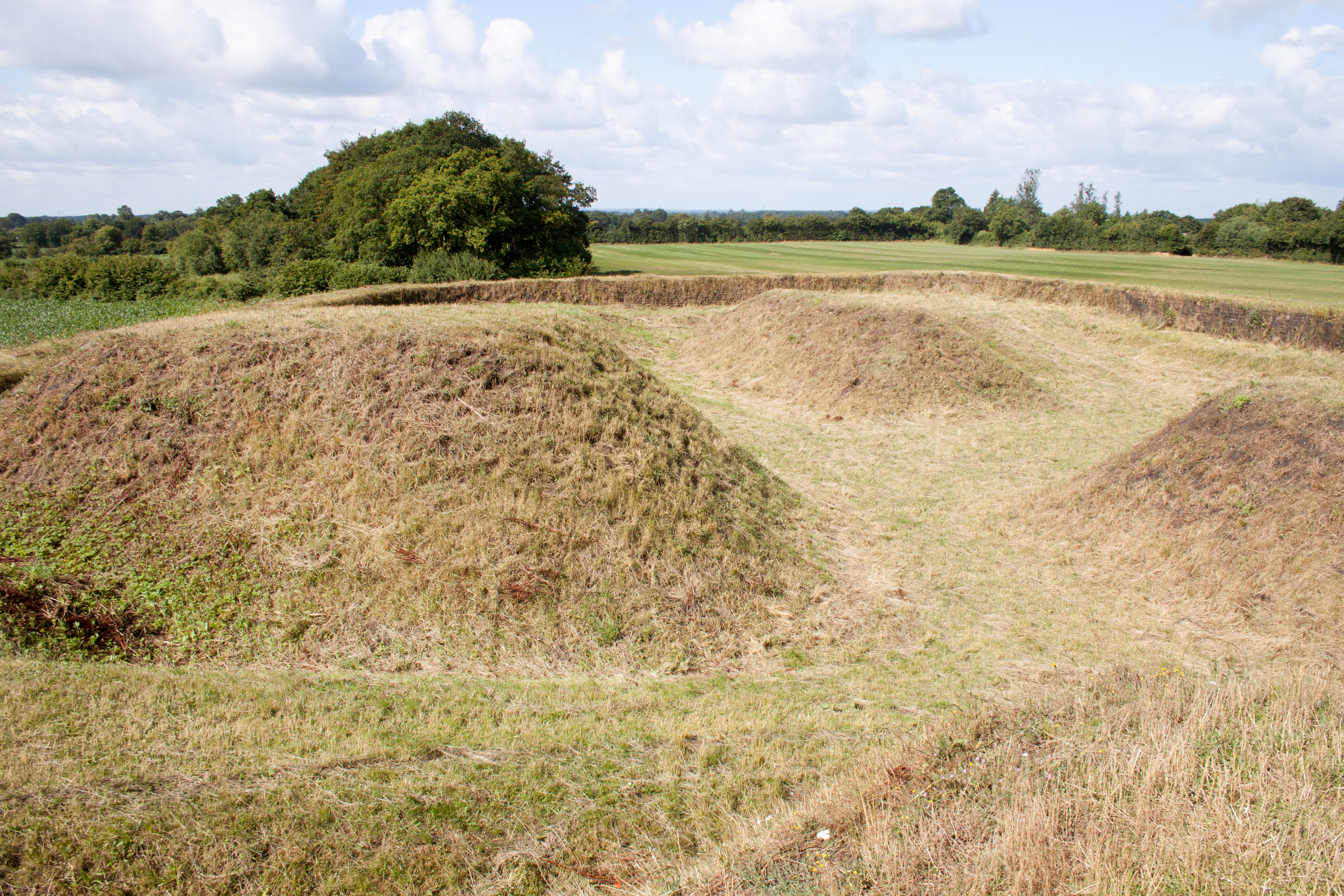
A 19. századi 14-es ágyúállás
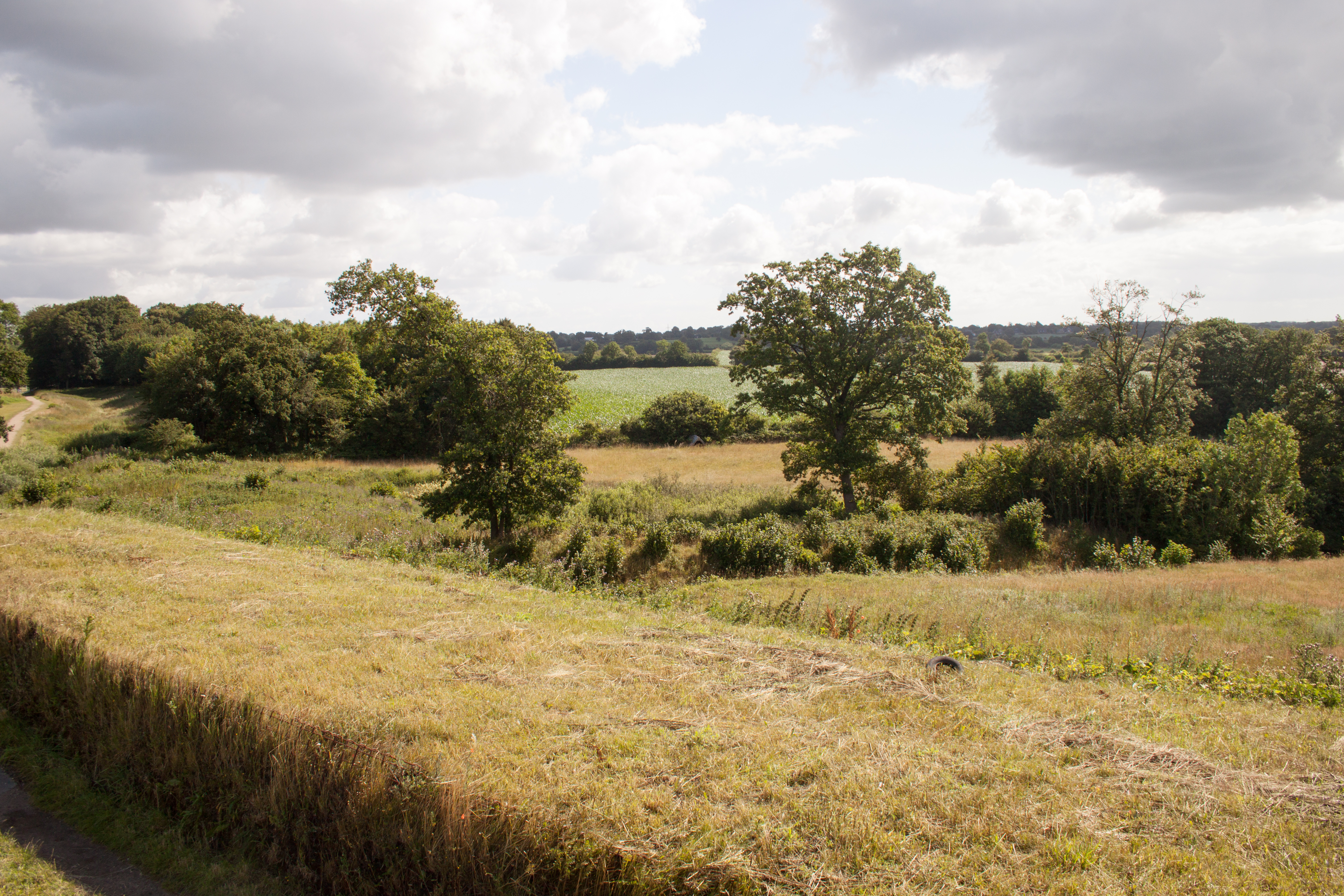
Kilátás a 14-es ágyúállásról
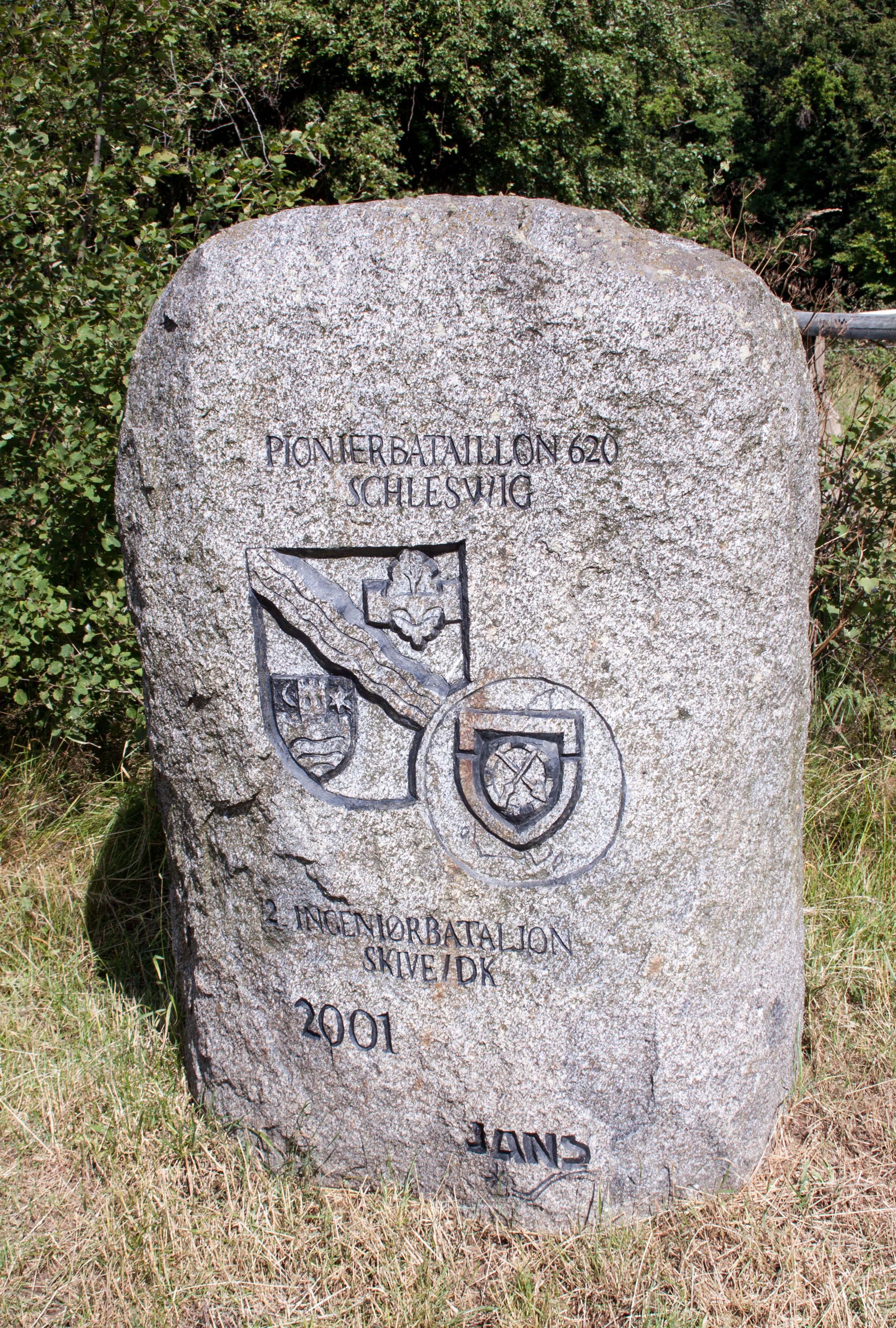
A restauráló dán és német fiatalok emlékköve

## Fordítás
- Ez a szócikk részben vagy egészben a Danewerkmuseum című német Wikipédia-szócikk ezen változatának fordításán alapul.  Az eredeti cikk szerkesztőit annak laptörténete sorolja fel. Ez a jelzés csupán a megfogalmazás eredetét és a szerzői jogokat jelzi, nem szolgál a cikkben szereplő információk forrásmegjelöléseként.